# PlayCable
O PlayCable foi um serviço online introduzido em 1980 que permitia operadores de televisão a cabo transmitirem jogos para o console Intellivision através de cabos coaxiais de televisão através de um adaptador conectado ao console.
O serviço foi introduzido através de uma parceria da Mattel e da General Instrument, lançado em algumas cidades dos Estados Unidos em 1980 fazendo do PlayCable o primeiro serviço de distribuição de jogos digitais da história, através do pagamento de uma mensalidade onde eram disponibilizados inicalmente 15 jogos por mês, posteriormente aumentado para 20 jogos por mês, o serviço chegou a ter aproximadamente 650 mil assinantes, o serviço foi cancelado em 1983 devido a crise dos jogos eletrônicos no mesmo ano.